# Parlamentní volby ve Finsku 2019

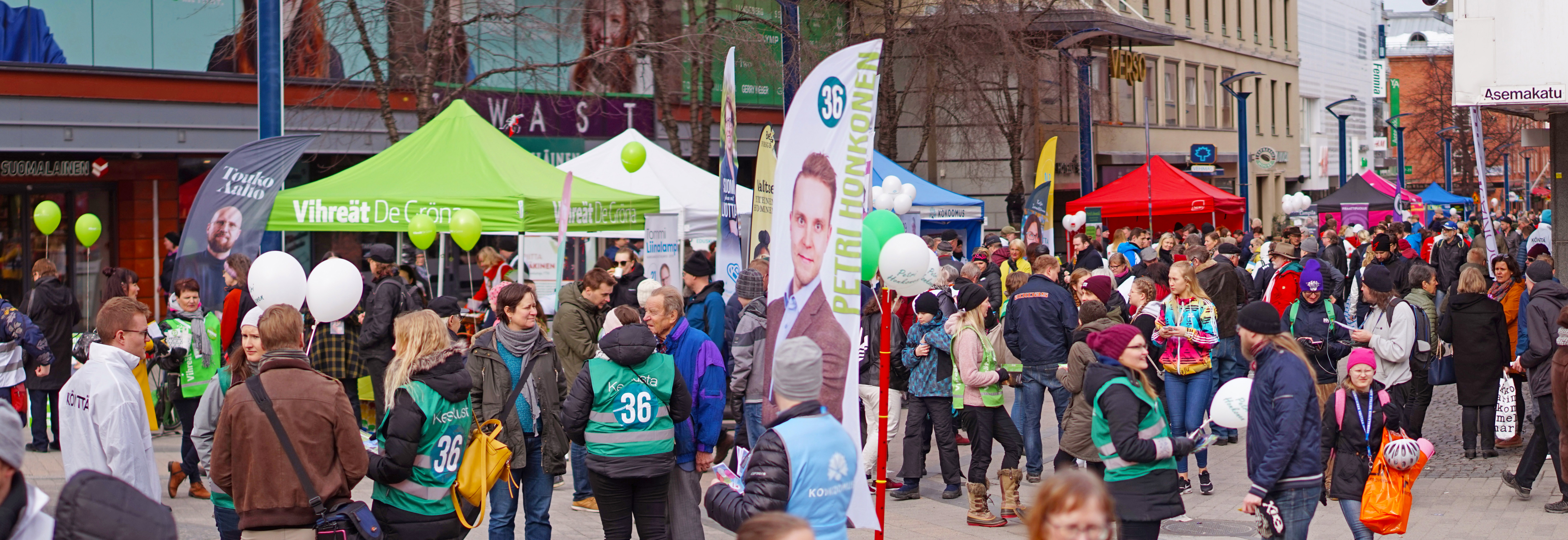
Volební kampaň

V pořadí 38. parlamentní volby ve Finské republice se uskutečnily 14. dubna 2019. Zvoleni byli poslanci do jednokomorové sněmovny (Eduskunta) na volební období 2019–2023.
Volební odhady z dubna 2017 predikovaly konzervativně-liberální Národní koalici zisk 21,1 % hlasů, finské sociální demokracii 18,6 %, centristům 18,4 %, Zelenému svazu 14,6 %, populistickým Pravým Finům 9,6 %, Levicovému svazu 7,7 %, Švédské lidové straně 4,5 %, křesťanským demokratům 3,6 % a dalším subjektům 1,9 %.

## Výsledky

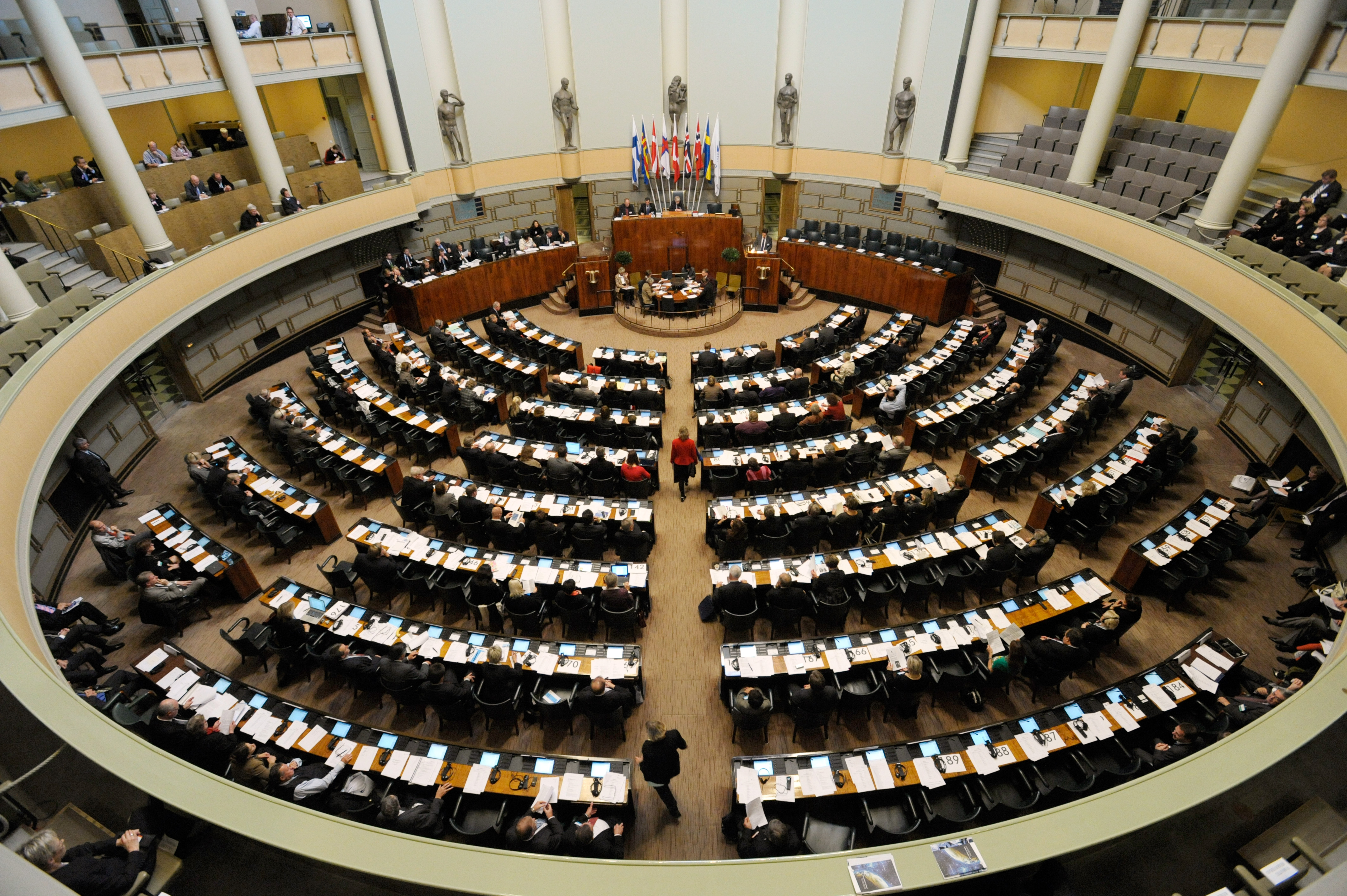
Finský parlament

Volby vyhrála finská sociální demokracie (SDP) s 17,7 % hlasů. Na druhém místě se umístili Praví Finové (PS) s 17,5 %, na třetím Národní koalice (Kok) se 17,0 %. Následují centristé (Kesk) s 13,8 %, Zelený svaz (Vihr) s 11,5 %, Levicový svaz (Vas) s 8,2 %, Švédská lidová strana (RKP) s 4,5 % a finští křesťanští demokraté (KD) s 3,9 %. Do sněmovny se rovněž dostal zástupce sdružení pro Alandské ostrovy a nově i člen hnutí Liike Nyt (Hnutí teď!). Ostatní strany a sdružení místa ve sněmovně nezískaly.
V přepočtu na poslanecké mandáty, kterých je celkem 200, to znamená, že vítězná sociální demokracie posílila o šest křesel na 40. Praví Finové získali o jedno křeslo více než v minulých volbách, tj. 39, stejně tak Národní koalice dostala o jeden mandát více (tj. 38). Výrazně oslabili centristé, kteří ztratili celých 18 křesel a budou jich nyní mít pouhých 31. O pět, respektive čtyři křesla posílili Zelení, respektive Levicový svaz (na 20, respektive 16 mandátů). Strana švédskojazyčné menšiny, respektive křesťanská demokracie bude mít stejný počet křesel jako doposud (tj. 9 a 5).
Volební účast činila 72 % registrovaných voličů.

## Povolební jednání k sestavení vlády
Povolební jednání k sestavení vlády vede sociální demokracie a její předseda Antti Rinne.